# نادي بيزييه
نادي جمعية بيزييه الرياضية (بالفرنسية: Association sportive de Béziers)‏ نادي كرة قدم فرنسي . تم تأسيس النادي في سنة 1911 ثم تم حل النادي في 1990.